# Boreo
Boreo Oyj, jusqu'en février 2021 Yleiselektroniikka, est une société spécialisée dans l'importation et la commercialisation de composants, instruments et outils électroniques et électriques en Finlande.

## Présentation
Boreo est cotée à la Bourse d'Helsinki depuis 1988.
Pour ses activités de marketing, le Groupe utilise le nom YE International.

## Filiales
Les filiales internationales de Boreo sont:
- YEInternational AS, Tallinn, Estonie[3]
- YEInternational UAB, Vilnius, Lituanie[3]
- ZAO YE-International, Saint-Pétersbourg, Russie[4]
- SIA "YEInternational", Riga, Lettonie[5]

## Actionnaires
Au 31 décembre 2017, les principaux actionnaires de Yleiselektroniikka étaient:
| Actionnaire    | Actions | %     |
| Jussi Aspiala  | 673 892 | 26,30 |
| Tina Aspiala   | 629 685 | 24,57 |
| Wonderword Oy  | 267 531 | 10,44 |
| Hannu Hänninen | 56 801  | 2,22  |
| Getnäs Oy      | 48 937  | 1,91  |